# ناثان فيليبس (ناشط)
ناثان فيليبس (بالإنجليزية: Nathan Phillips)‏ هو ناشط أمريكي، ولد في 22 فبراير 1954 في لنكن في الولايات المتحدة.

## وصلات خارجية
- ناثان فيليبس على موقع IMDb (الإنجليزية)